# Blanchisseuse
Blanchisseuse (Anhörenⓘ) ist ein Ort in Trinidad und Tobago. Er liegt an der Nordküste der Insel Trinidad und ist bekannt als Wochenenddomizil vermögender Hauptstädter.

## Lage
Blanchisseuse liegt an der Nordküste der Insel Trinidad in der Region Tunapuna-Piarco, etwa 25 Kilometer nördlich von Arima. Der Ort unterteilt sich in das ältere Lower Blanchisseuse im Westen und Upper Blanchisseuse im Osten. Blanchisseuse liegt am Fuße der Northern Range, eines Mittelgebirges, das die ganze Insel Trinidad in West-Ost-Richtung durchzieht und an der Nordküste recht steil zum Meer hin abfällt. Blanchisseuse ist in besonderem Maße von Küstenerosion betroffen. In der Nähe des Ortes mündet der Marianne River in das Karibische Meer.

## Geschichte
Blanchisseuse wurde kurz nach 1783 von Franzosen gegründet, denen das Land vom spanischen Gouverneur José María Chacón zugewiesen worden war. Der Ort gehörte zu den ersten Niederlassungen französischer Siedler auf Trinidad, die im Rahmen der Cédula de Población, eines Erlasses des spanischen Königs zur gezielten Besiedlung der damaligen spanischen Kolonie Trinidad durch Franzosen, auf Trinidad siedelten. Den heutigen Namen erhielt der Ort nach der Eroberung Trinidads durch die Briten 1797. Im Rahmen einer Expedition entlang der Nordküste sichtete der britische Kapitän Frederick Mallet im Februar 1797 die noch namenlose Siedlung sowie lokale Frauen, die im nahe gelegenen Marianne River Wäsche wuschen. Er notierte diese Sichtung auf einer Karte, und der Ort wurde nach dieser Begegnung benannt – 'Blanchisseuse' ist das französische Wort für 'Wäscherin'. Nach diesem Kontakt geriet Blanchisseuse wieder in Vergessenheit und ging bis 1849 in keine britische Statistik ein, und fast 150 Jahre lang war der Ort nur per Schiff erreichbar, 1849 erfolgte ein Anschluss an den Küstendampfer, der einmal die Woche zwischen Port of Spain und Toco verkehrte.
Die erste Person, die Blanchisseuse auf dem Landweg erreichte, war 1869 der passionierte Bergsteiger Charles Kingsley, der auf Einladung seines Freundes Arthur Gordon, damals Gouverneur von Trinidad, auf der Insel weilte. 1872 wurde in Blanchisseuse eine Schule erbaut. 1880 wurde der Ort Sitz eines gleichnamigen Parish. Erst 1931 wurde nach dreijähriger Bauzeit eine enge, kurvenreiche Straße quer durch die Northern Range nach Arima fertiggestellt, Ende der 1970er Jahre erfolgte zusätzlich die Anbindung an die besser ausgebaute North Coast Road nach Port of Spain.
In Blanchisseuse gibt es ein von der Regierung gestiftetes, 10 Hektar großes Siedlungsgebiet der Kariben. Solomon Hochoy, letzter britischer Gouverneur von Trinidad und erster Generalgouverneur nach Trinidads Unabhängigkeit, verbrachte seine Kindheit und Jugend sowie seine letzten Lebensjahre in Blanchisseuse.

## Wirtschaft und Verkehr
In Blanchisseuse wird noch Fischerei betrieben, ansonsten gibt es geringe Einnahmen durch Tourismus. Viele reiche Städter haben in Blanchisseuse Ferienhäuser.

## Sehenswürdigkeiten
Blanchisseuse verfügt über zwei Strände, außerdem gibt es in der näheren Umgebung mehrere Wasserfälle. In den Ort hinein führt von Westen her eine Hängebrücke mit hölzernen Bohlen. Im Ort selbst gibt es eine (im Freien aufbewahrte) Kirchenglocke von 1835. Zwischen April und Juni suchen Lederschildkröten die Strände von Blanchisseuse zur Eiablage auf.

## Galerie

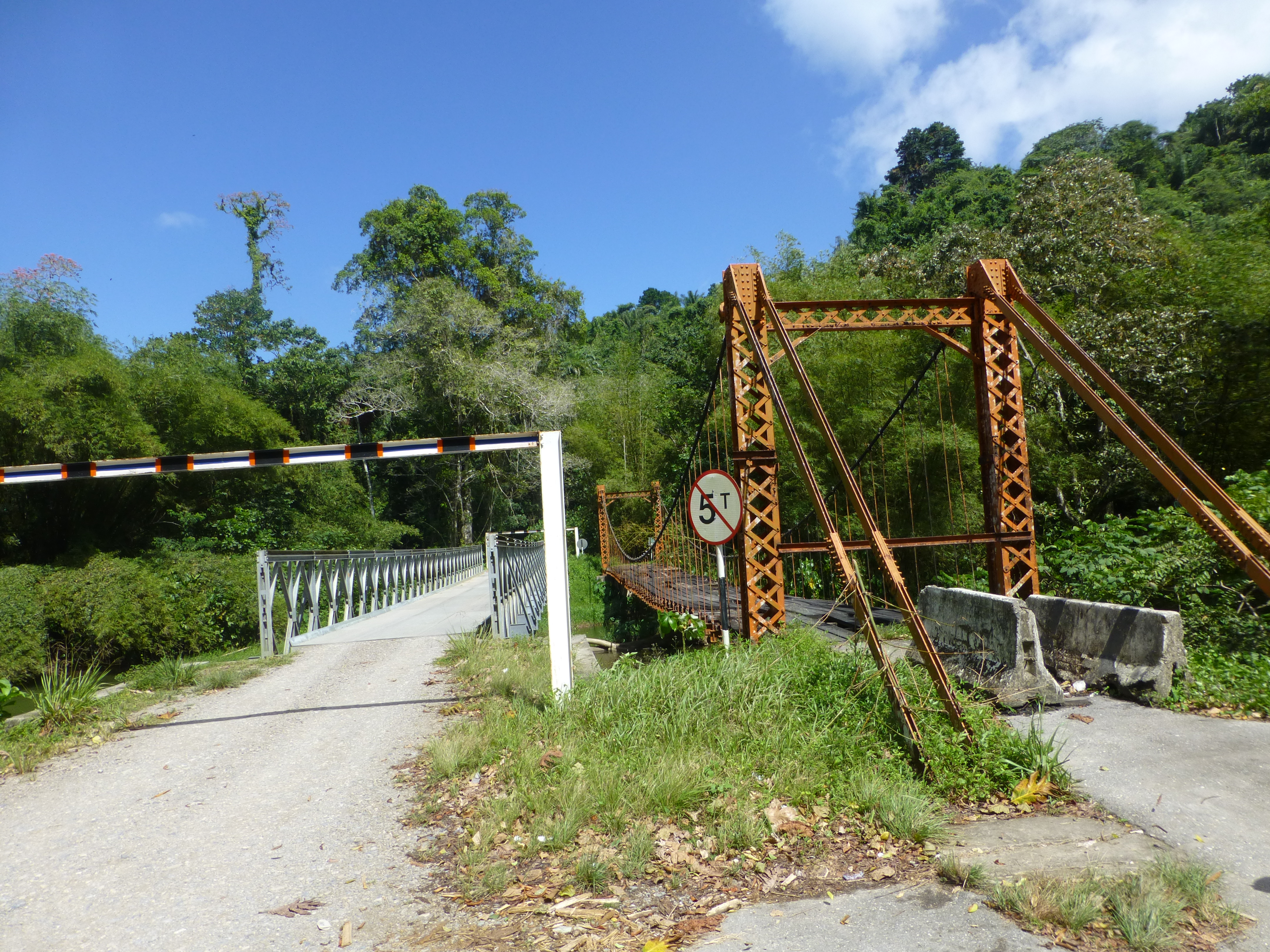
Alte Hängebrücke am Ortseingang
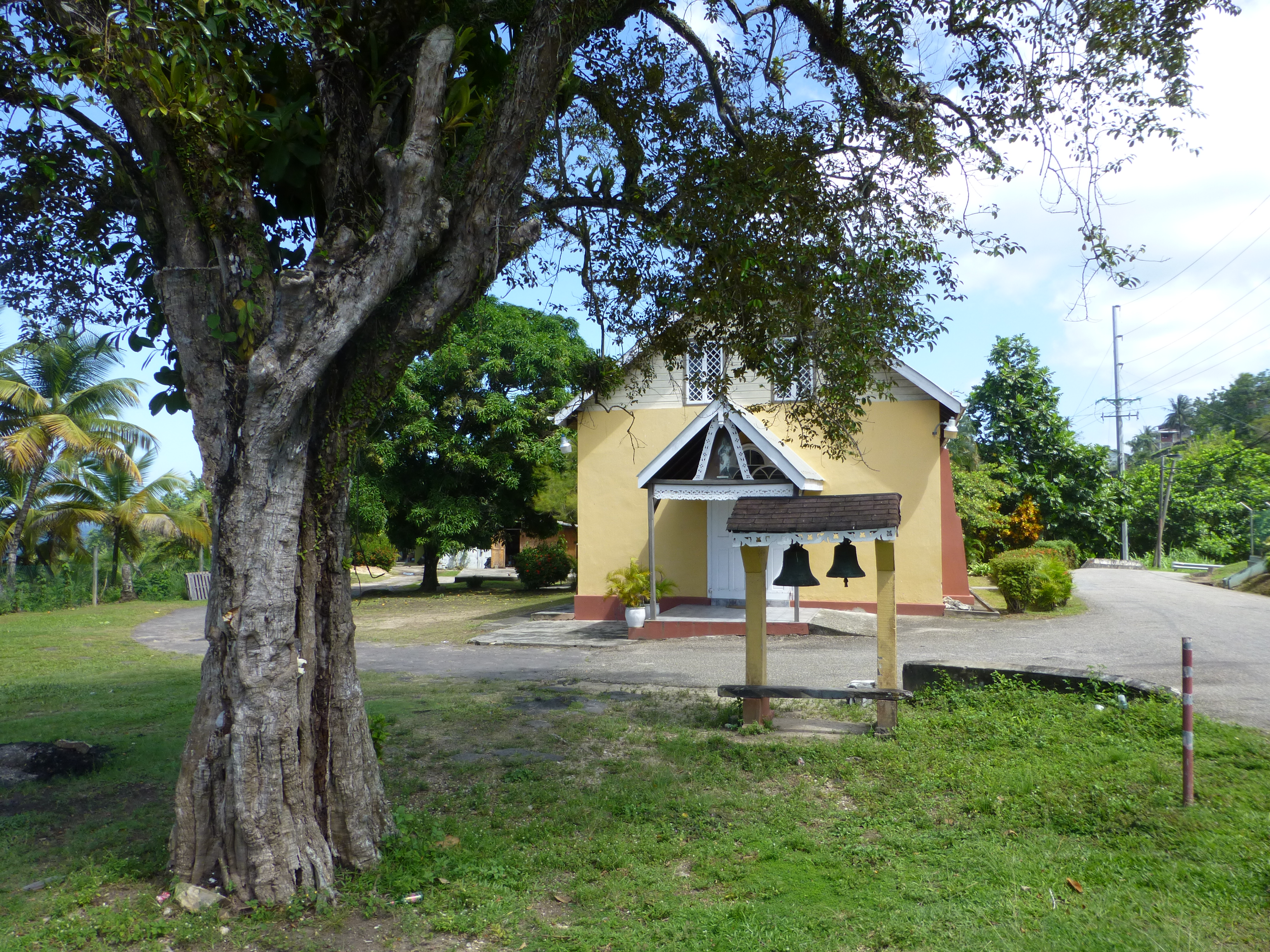
Kirche mit alter Kirchglocke
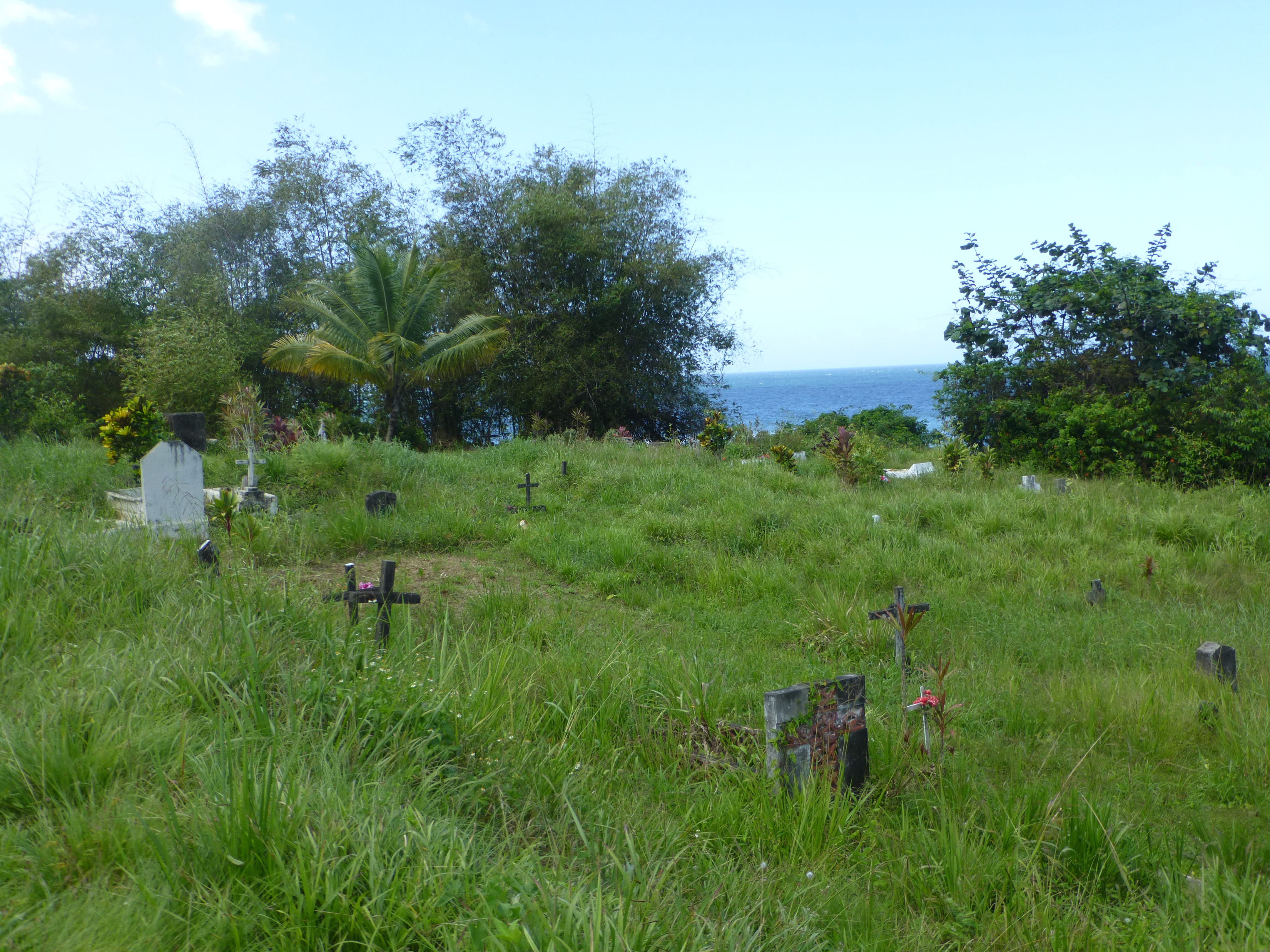
Friedhof
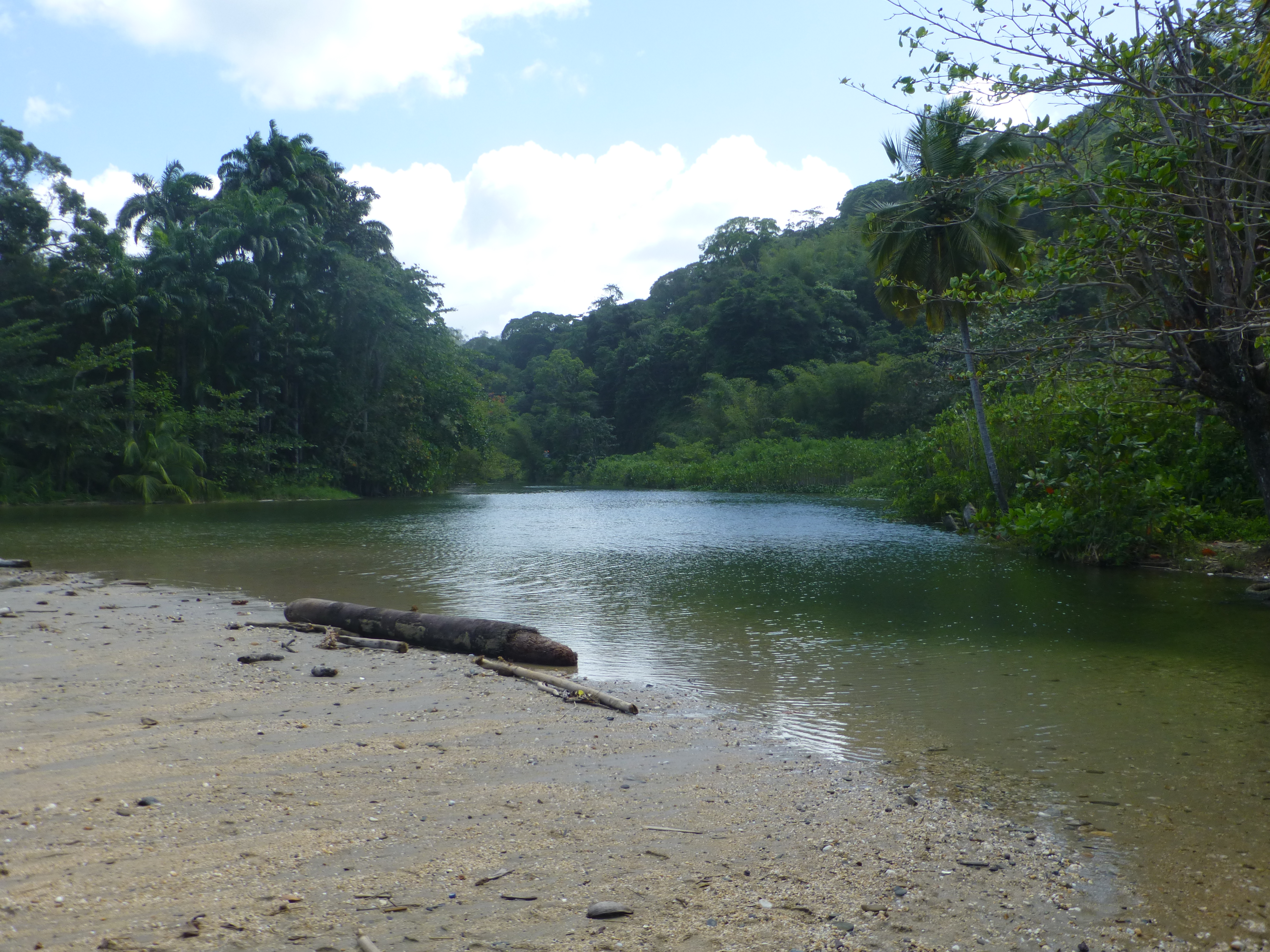
Mündung des Marianne River
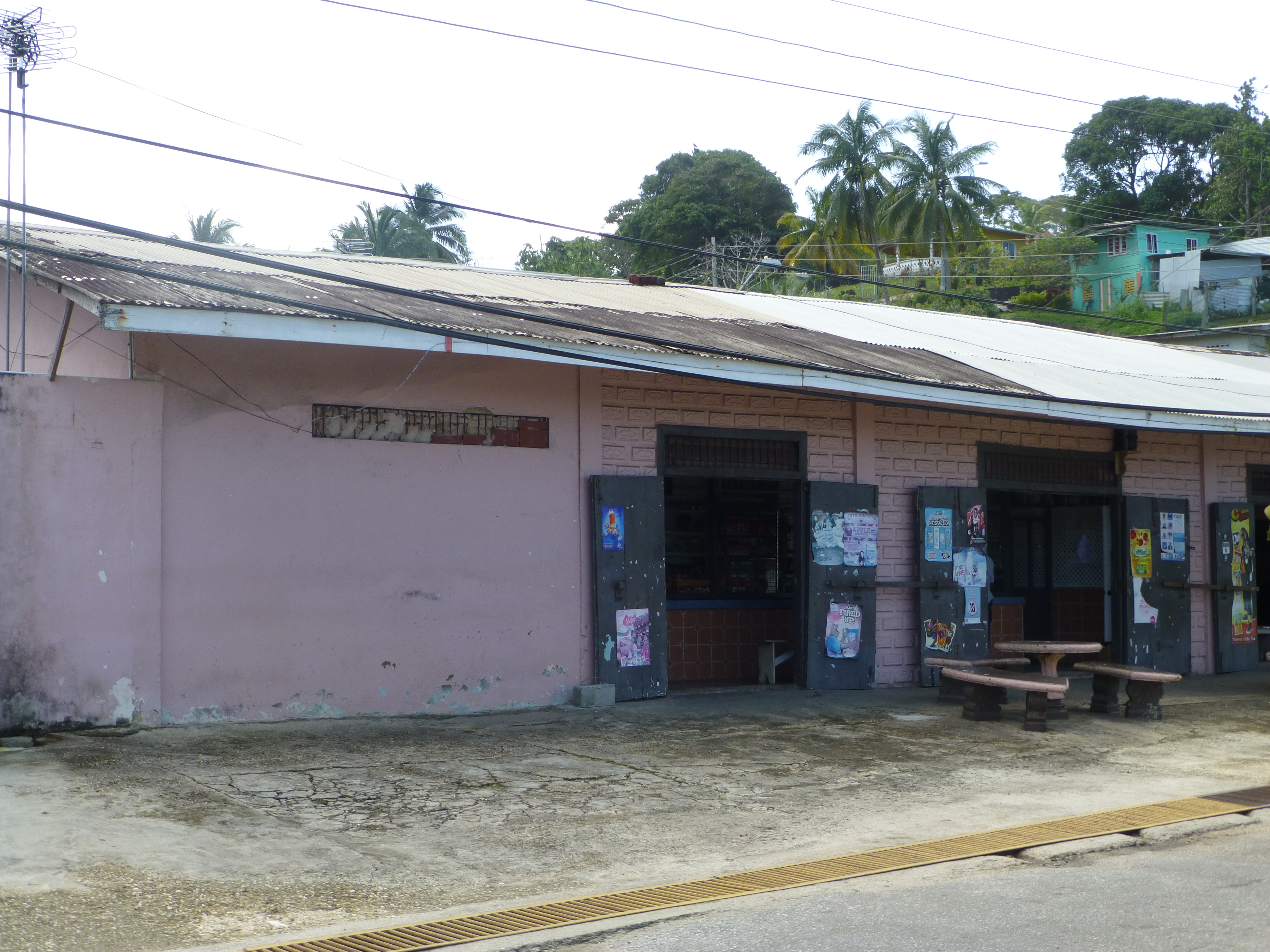
Supermarkt
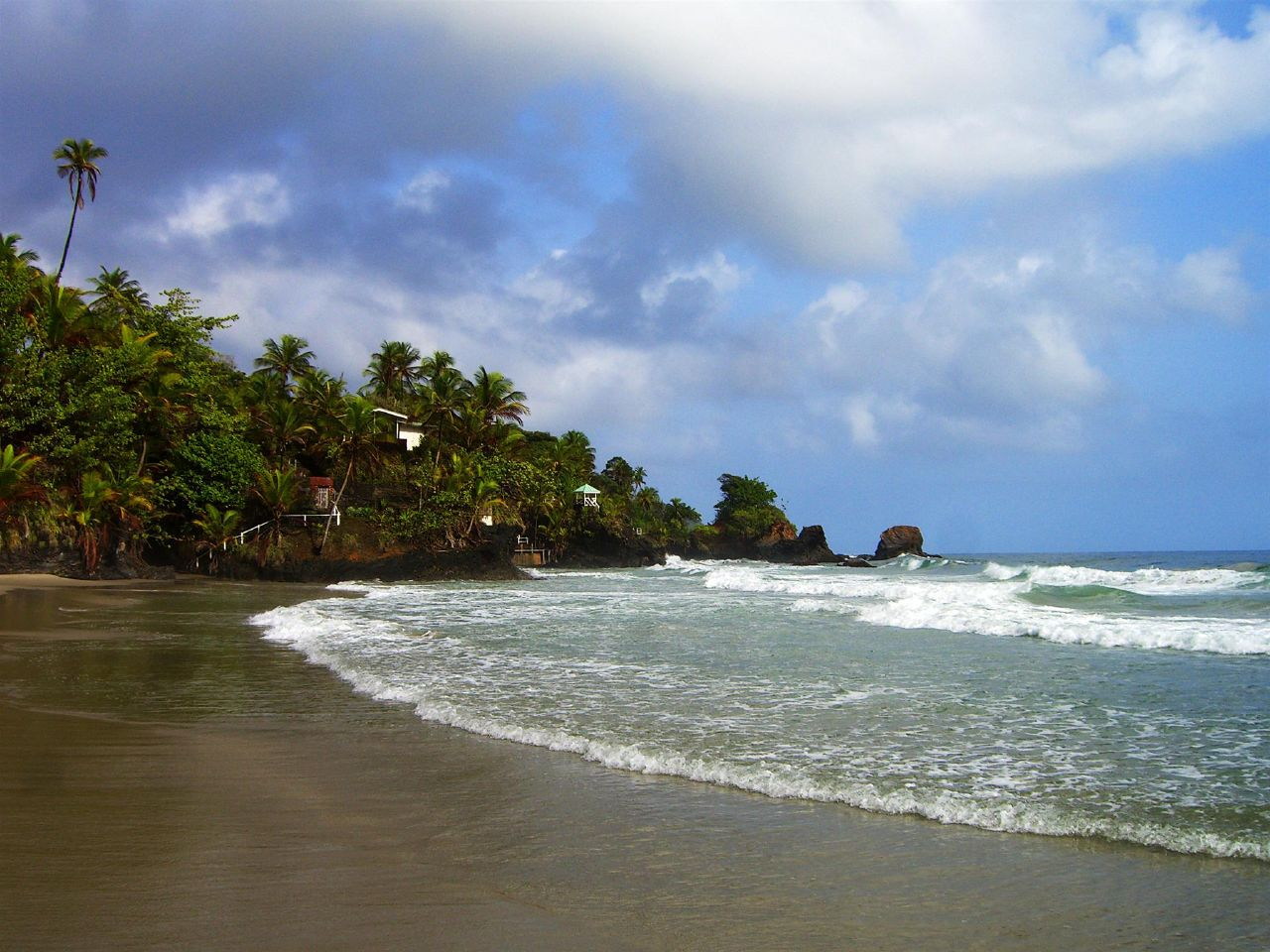
Surfer's Beach